# خوزه لوئیز گارسیا ترید
خوزه لوئیز گارسیا ترید (انگلیسی: José Luis García Traid; ۶ آوریل ۱۹۳۶ – ۱۱ ژانویهٔ ۱۹۹۰) بازیکن فوتبال اهل اسپانیا بود.
از باشگاه‌هایی که در آن بازی کرده‌است می‌توان به باشگاه فوتبال رئال ساراگوسا، باشگاه فوتبال رئال بتیس، باشگاه فوتبال لوانته، و باشگاه فوتبال سلتاویگو اشاره کرد.
وی همچنین در تیم ملی فوتبال اسپانیا بازی کرده‌است.